# 31e prix Lambda Literary
Le 31e prix Lambda Literary a lieu le 4 juin 2019 pour honorer les ouvrages publiés en 2018.

## Organisation
Le prix Trustee est décerné par Anthony Rapp. Le prix Visionary est décerné par Lydia Polgreen, rédactrice en chef du HuffPost, et le prix Publishing Professional pour l'ensemble de sa carrière des mains de Cheryl L. Clarke.

## Lauréats et finalistes
| Catégorie                    | Lauréat | Finalistes |
| ---------------------------- | --- | --- |
| Fiction lesbienne            | The Tiger Flu, Larissa Lai, Arsenal Pulp Press | - La Bastarda, Trifonia Melibea Obono, traduit par Lawrence Schimel, The Feminist Press at CUNY - The Evolution of Love, Lucy Jane Bledsoe, Rare Bird Books - The Fifth Woman, Nona Caspers, Sarabande Books - Maggie Terry, Sarah Schulman, The Feminist Press at CUNY - Pretend We Live Here, Genevieve Hudson, Future Tense Books - Sodom Road Exit, Amber Dawn, Arsenal Pulp Press - Two Moons: Stories, Krystal A. Smith, BLF Press |
| Fiction gay                  | Jonny Appleseed, Joshua Whitehead, Arsenal Pulp Press | - Drapetomania, or the Narrative of Cyrus Tyler and Abednego Tyler, Lovers, John R. Gordon, Team Angelica Publishing - History of Violence: A Novel, Édouard Louis, traduit par Lorin Stein, Farrar, Straus and Giroux - The House of Impossible Beauties: A Novel, Joseph Cassara, HarperCollins / Ecco - Luminous Traitor: The Just and Daring Life of Roger Casement, a Biographical Novel, Martin Duberman, University of California Press - Some Hell: A Novel, Patrick Nathan, Graywolf Press - Speak No Evil, A Novel, Uzodinma Iweala, HarperCollins / Harper - State of the Nation, David Jackson Ambrose, The TMG Firm |
| Fiction bisexuelle           | Disoriental, Négar Djavadi, traduit par Tina Kover, Europa Editions | - Behind These Doors: Radical Proposals Book 1, Jude Lucens, Greenwose Books - The Best Bad Things: A Novel, Katrina Carrasco, MCD / FSG - Bhopal Dance: A Novel, Jennifer Natalya Fink, University of Alabama Press / FC2 - Jilted, Lilah Suzanne, Interlude Press - The Origin of Doubt: Fifty Short Fictions, Nathan Alling Long, Press 53 - Palmetto Rose, J.E. Sumerau, Brill / Sense - The Wild Birds, Emily Strelow, Rare Bird Books / A Barnacle Book |
| Fiction transgenre           | Little Fish, Casey Plett, Arsenal Pulp Press | - Confessions of the Fox: A Novel, Jordy Rosenberg, One World / Random House - Freshwater, Akwaeke Emezi, Grove Atlantic / Grove Press - Invasions, Calvin Gimpelevich, Instar Books - Sketchtasy, Mattilda Bernstein Sycamore, Arsenal Pulp Press |
| Non-fiction LGBTQ            | Looking for Lorraine: The Radiant and Radical Life of Lorraine Hansberry, Imani Perry, Beacon Press | - The Boys of Fairy Town: Sodomites, Female Impersonators, Third-Sexers, Pansies, Queers, and Sex Morons in Chicago’s First Century, Jim Elledge, Chicago Review Press - Butch Heroes, Ria Brodell, The MIT Press - Has the Gay Movement Failed?, Martin Duberman, University of California Press - Ladies Lazarus, Piper J. Daniels, Tarpaulin Sky Press - No Place Like Home: Lessons in Activism from LGBT Kansas, C.J. Janovy, University Press of Kansas - Resistance: The LGBT Fight Against Fascism in WWII, Avery Cassell, Stacked Deck Press - Unapologetic: A Black, Queer, and Feminist Mandate for Radical Movements, Charlene A. Carruthers, Beacon Press |
| Non-fiction bisexuelle       | Out of Step: A Memoir, Anthony Moll, The Ohio State University Press | - Many Love: A Memoir of Polyamory and Finding Love(s), Sophie Lucido Johnson, Simon & Schuster, Inc. / Touchstone - No Archive Will Restore You, Julietta Singh, Punctum Books / 3Ecologies Imprint |
| Non-fiction transgenre       | Histories of the Transgender Child, Julian Gill-Peterson, University of Minnesota Press | - Amateur: A True Story About What Makes a Man, Thomas Page McBee, Scribner - I’m Afraid of Men, Vivek Shraya, Penguin Canada - Mobile Subjects: Transnational Imaginaries of Gender Reassignment, Aren Z. Aizura, Duke University Press - The Soul of the Stranger: Reading God and Torah from a Transgender Perspective, Joy Ladin, Brandeis University Press |
| Poésie lesbienne             | Each Tree Could Hold a Noose or a House, Nina Puro, New Issues Poetry & Prose | - Body Work, Emilia Nielsen, Signature Editions - Evolution, Eileen Myles, Grove Atlantic / Grove Press - Gaze Back, Marylyn Tan, Ethos Books - Obits., Tess Liem, Coach House Books - Past Lives, Future Bodies, Kristin Chang, Black Lawrence Press - Surge, Etel Adnan, Nightboat Books - Who Is Trixie the Trasher? And Other Questions, Jane Miller, Copper Canyon Press |
| Poésie gay                   | Indecency, Justin Phillip Reed, Coffee House Press | - ESL or You Weren’t Here, Aldrin Valdez, Nightboat Books - Inquisition, Kazim Ali, Wesleyan University Press - Junk, Tommy Pico, Tin House Books - Not Here, Hieu Minh Nguyen, Coffee House Press - Stereo(TYPE), Jonah Mixon-Webster, Ahsahta Press - Unfinished Sketches of a Revolution, Brane Mozetič, traduit par Barbara Jursa, Talisman House Publishers - Wild Is the Wind: Poems, Carl Phillips, Farrar, Straus and Giroux |
| Poésie bisexuelle            | We Play a Game, Duy Doan, Yale University Press | - Cenzontle, Marcelo Hernandez Castillo, BOA Editions Ltd. - If They Come for Us, Fatimah Asghar, Random House / One World - Mad Quick Hand of the Seashore: Love Poems, Frances Donovan, Reaching Press / Createspace - My Woman Card Is anti-Native & Other Two-Spirit Truths, Xemiyulu Manibusan Tapepechul, CreateSpace Independent Publishing Platform |
| Poésie transgenre            | Lo Terciario / The Tertiary, Raquel Salas Rivera, Timeless, Infinite Light | - Heal Your Love, Luna Merbruja, biyuti publishing - Holy Wild, Gwen Benaway, Book*hug Press - If the Color Is Fugitive, Sara Mithra, Nomadic Press - Some Animal, Ely Shipley, Nightboat Books |
| Roman à suspense lesbien     | A Study in Honor: A Novel, Claire O’Dell, HarperCollins / HarperVoyager | - A Matter of Blood, Catherine Maiorisi, Bella Books - A Whisper of Bones: A Jane Lawless Mystery, Ellen Hart, Minotaur Books - Alice Isn’t Dead: A Novel, Joseph Fink, Harper Perennial - Gnarled Hollow, Charlotte Greene, Bold Strokes Books - The Locket, Gerri Hill, Bella Books - Secrets of the Last Castle, A. Rose Mathieu, Bold Strokes Books - Stolen: A Kieran Yeats Mystery, Linda J. Wright, Cats Paw Books |
| Roman à suspense gay         | Late Fees: A Pinx Video Mystery, Marshall Thornton, Kenmore Books | - Black Diamond Fall, Joseph Olshan, Polis Books - Boystown 11: Heart’s Desire, Marshall Thornton, Kenmore Books - Death Checks In, David S. Pederson, Bold Strokes Books - Dodging and Burning: A Mystery, John Copenhaver, Pegasus Books - The God Game: A Dan Sharp Mystery, Jeffrey Round, Dundurn - Somewhere Over Lorain Road, Bud Gundy, Bold Stroke Books - Survival Is a Dying Art: An Angus Green Novel, Neil S. Plakcy, Samwise Books |
| (Auto-)Biographie lesbienne  | Chronology, Zahra Patterson, Ugly Duckling Presse | - Apocalypse, Darling, Barrie Jean Borich, Mad Creek Books / The Ohio State University Press - Berenice Abbott: A Life in Photography, Julia Van Haaften, W. W. Norton & Company - A Certain Loneliness: A Memoir, Sandra Gail Lambert, University of Nebraska Press - Food Was Her Country: The Memoir of a Queer Daughter, Marusya Bociurkiw, Dagger Editions - MINE: Essays, Sarah Viren, University of New Mexico Press - My Butch Career: A Memoir, Esther Newton, Duke University Press - nîtisânak, Lindsay Nixon, Metonymy Press |
| (Auto-)Biographie gay        | No Ashes in the Fire: Coming of Age Black and Free in America, Darnell L. Moore, Bold Type Books | - Harvey Milk: His Lives and Death, Lillian Faderman, Yale University Press - How to Write an Autobiographical Novel, Alexander Chee, Bloomsbury Publishing - On the Other Side of Freedom: The Case for Hope, Deray Mckesson, Viking - The Marble Faun of Grey Gardens: A Memoir of the Beales, the Maysles Brothers and Jacqueline Kennedy, Jerry Torre & Tony Maietta, Querelle Press - The New Negro: The Life of Alain Locke, Jeffrey C. Stewart, Oxford University Press - The Unpunished Vice: A Life of Reading, Edmund White, Bloomsbury Publishing - There Will Be No Miracles Here: A Memoir, Casey Gerald, Penguin Random House |
| Romance lesbienne            | Beowolf For Cretins: A Love Story, Ann McMan, Bywater Books | - Autumn’s Light, Aurora Rey, Bold Strokes Books - Breaking Down Her Walls, Erin Zak, Bold Strokes Books - Charming the Vicar, Jenny Frame, Bold Strokes Books - In Development, Rachel Spangler, Brisk Press - Just For Show, Jae, Ylva Publishing - The Music And The Mirror, Lola Keeley, Ylva Publishing - The Talebearer, Sheri Lewis Wohl, Bold Strokes Books |
| Romance gay                  | Crashing Upwards, S.C. Wynne, auto-édition | - The CEO’s Christmas Manny, Angela McCallister, Dreamspinner Press - Detour, Reesa Herberth & Michelle Moore, Riptide Publishing - Learn with Me, Kris Jacen, MLR Press, LLC - No Luck, Kayleigh Sky, Kiss Drunk Books - Of Sunlight and Stardust, Christina Lee & Riley Hart, auto-édition - Point of Contact, Melanie Hansen, Carina Press - Undue Influence: A Persuasion Retelling, Jenny Holiday, auto-édition |
| Anthologie LGBTQ             | Fiction : As You Like It: The Gerald Kraak Anthology Volume II, The Other Foundation, Jacana Media Non-fiction : Not That Bad: Dispatches from Rape Culture, Roxane Gay, HarperCollins / Harper Perennial | - Beyond II: The Queer Post-Apocalyptic & Urban Fantasy Comic Anthology, Taneka Stotts & Sfé R. Monster, Beyond Press - Foglifter Volume 3, Issue 1, Miah Jefra, Chad Koch, et al., Foglifter Press - Q2Q: Queer Canadian Performance Texts, Peter Dickinson, C.E. Gatchalian, Kathleen Oliver, Dalbir Singh, Playwrights Canada Press - Sista!: An Anthology of Writing By and About Same Gender Loving Women of African/Caribbean Descent with a UK Connection, Phyll Opoku-Gyimah, Rikki Beadle-Blair, John R. Gordon, Team Angelica Publishing - Spawning Generations: Rants and Reflections on Growing Up with LGBTQ Parents, Sadie Epstein-Fine & Makeda Zook, Demeter Press - Written on the Body: Letters from Trans and Non-Binary Survivors of Sexual Assault and Domestic Violence, Lexie Bean, Jessica Kingsley Publishers |
| Jeunesse / Young Adult LGBTQ | Hurricane Child, Kacen Callender, Scholastic / Scholastic Press | - Anger Is a Gift: A Novel, Mark Oshiro, Tor Teen - The Dangerous Art of Blending In, Angelo Surmelis, HarperCollins / Balzer & Bray - Darius the Great Is Not Okay, Adib Khorram, Dial - Girl Made of Stars, Ashley Herring Blake, Houghton Mifflin & Little, Brown - The Poet X, Elizabeth Acevedo, HarperCollins / HarperTeen - Sawkill Girls, Claire Legrand, HarperCollins / Katherine Tegen Books - This Is Kind of an Epic Love Story, Kacen Callender, HarperCollins / Balzer + Bray |
| Théâtre LGBTQ                | Draw the Circle, Mashuq Mushtaq Deen, Dramatists Play Service | - Black Light, Daniel Alexander Jones, produced by The Public Theater - Collective Rage: A Play in Five Betties, Jen Silverman, Samuel French, Inc. - Plot Points in Our Sexual Development, Miranda Rose Hall, produced by LCT3 at Lincoln Center Theater - Singlet, Erin Markey, produced by The Bushwick Starr |
| Érotisme LGBTQ               | Miles & Honesty in SCFSX!, Blue Delliquanti & Kazimir Lee, auto-édition | - Best Lesbian Erotica of the Year, Volume 3, Sacchi Green, Cleis Press - Crossplay, Niki Smith, Iron Circus Comics - Gents: Steamy Stories From the Age of Steam, Matthew Bright, Lethe Press - The Lurid Sea, Tom Cardamone, Bold Strokes Books |
| Roman graphique LGBTQ        | The Lie and How We Told It, Tommi Parrish, Fantagraphics Books | - Exit Stage Left: The Snagglepuss Chronicles, Mark Russell (Texte), Sean Parsons, Mark Morales, Howard Porter, Mike Feehan (Illustrations), DC Entertainment - Love Letters to Jane’s World, Paige Braddock, Lion Forge - On a Sunbeam, Tillie Walden, First Second / Roaring Brook Press - Our Wretched Town Hall, Eric Kostiuk Williams, Retrofit Comics & Big Planet Comics - The Pervert, Michelle Perez (Texte), Remy Boydell (Illustrations), Image Comics - Unpacking, Steve MacIsaac, Northwest Press - We’re Still Here: An All-Trans Comics Anthology, Jeanne Thornton & Tara Madison Avery, Stacked Deck Press |
| SF/F/Horreur LGBTQ           | The Breath of the Sun, Isaac R. Fellman, Aqueduct | - Les morts posséderont la Terre (The Barrow Will Send What It May), Margaret Killjoy, Tor.com - The Descent of Monsters, JY Yang (en), Tor.com - Forget the Sleepless Shores, Sonya Taaffe, Lethe Press - In the Vanishers’ Palace, Aliette de Bodard, JABberwocky - Metabolize, If Able, Clay AD, Monster House Press - Resilience, Fletcher DeLancey, Heartsome Publishing - La Marque du sorcier (Witchmark) par C. L. Polk (en), Tor.com |
| Études LGBTQ                 | Toxic Silence: Race, Black Gender Identity, and Addressing the Violence Against Black Transgender Women in Houston, William T. Hoston, Peter Lang International Academic Publishers                       | - Black. Queer. Southern. Women.: An Oral History, E. Patrick Johnson, University of North Carolina Press - Erotic Islands: Art and Activism in the Queer Caribbean, Lyndon K. Gill, Duke University Press - Gay, Inc.: The Nonprofitization of Queer Politics, Myrl Beam, University of Minnesota Press - Herlands: Exploring the Women’s Land Movement in the United States, Keridwen N. Luis, University of Minnesota Press - Media and the Coming Out of Gay Male Athletes in American Team Sports, Andrew Billings & Leigh Moscowitz, Peter Lang International Academic Publishers - Post-Borderlandia: Chicana Literature and Gender Variant Critique, T. Jackie Cuevas, Rutgers University Press - Semi Queer: Inside the World of Gay, Trans, and Black Truck Drivers, Anne Balay, University of North Carolina Press          |

## Prix spéciaux
| Prix                                                                      | Gagnant        |
| ------------------------------------------------------------------------- | -------------- |
| Trustee Award (contributions à la culture LGBTQ)                          | Alexander Chee |
| Visionary Award (contribution à la lutte contre le totalitarisme)         | Masha Gessen   |
| Publishing Professional Award (intersections entre genre, race et classe) | Barbara Smith  |